# 菲律賓絨鮋
菲律賓絨鮋為輻鰭魚綱鮋形目鮋亞目絨皮鮋科的其中一種，為熱帶海水魚，分布於中西太平洋菲律賓海域，棲息深度可達366公尺，棲息在底層水域，生活習性不明。